# تحليل قياس المخاطر المالية

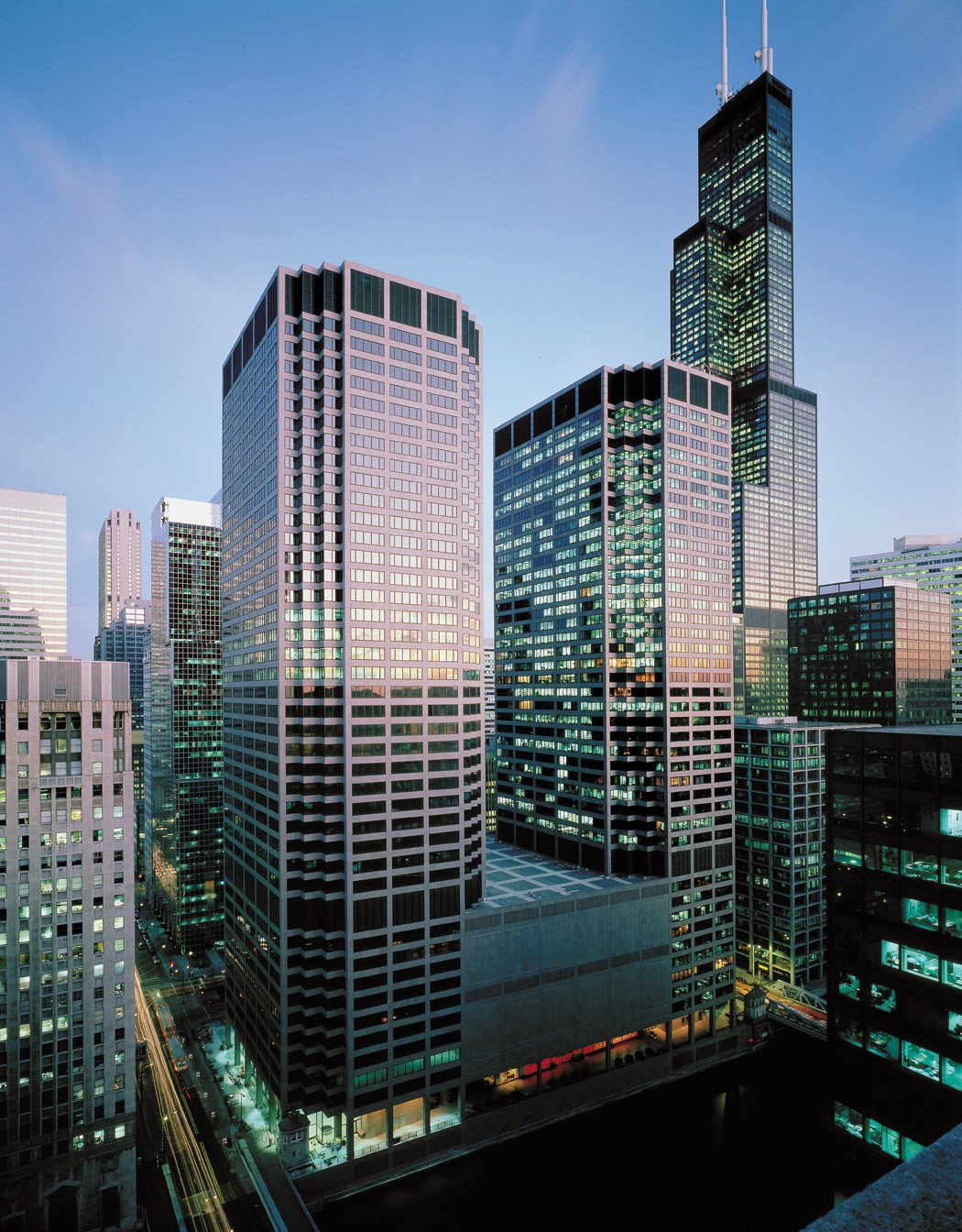
مبنى بورصة شيكاغو التجارية

تحليل قياس المخاطر المالية أو SPAN هو نظام لحساب متطلبات الهامش للعقود الآجلة وخيارات العقود الآجلة.

## التطوير
تم تطوير تحليل قياس المخاطر المالية من قبل بورصة شيكاغو التجارية في عام 1988.

## نبذة
تحليل قياس المخاطر المالية (SPAN) هي طريقة هامش للمحفظة تستخدم محاكاة الشبكة. يحسب الخسارة المحتملة في مجموعة من المراكز المشتقة (تسمى أيضًا المحفظة) ويحدد هذه القيمة على أنها الهامش الأولي مستحق الدفع من قبل الشركة التي تحتفظ بالمحفظة. بهذه الطريقة يوفر تحليل قياس المخاطر المالية (SPAN) تعويضات بين المواقف المترابطة ويعزز كفاءة الهوامش.